# Bernhart Lachaman der Jüngere
Bernhart Lachaman der Jüngere (auch Bernhard Lachmann der Jüngere, † 31. Januar 1523) war Glockengießer in Heilbronn.

## Leben
Er war der Sohn des Glockengießers Bernhart Lachaman der Ältere († 1517) aus dessen erster Ehe und setzte dessen Glockengießerei in Heilbronn fort. Wie auch schon die Glocken des Vaters, so fanden auch seine Glocken eine weit über Heilbronn hinaus reichende Verbreitung in die Kurpfalz, nach Kurmainz, nach Hohenlohe, in die Markgrafschaft Ansbach sowie in Orte des Deutschen Ordens und in einige Reichsstädte. Wegen der in Württemberg zu jener Zeit herrschenden inneren Unruhen hat Bernhart d. J. bis 1522 wohl keine Glocken in württembergische Gebiete geliefert.
Von 1504 und vermutlich bis zu seinem Tod war er Mitglied des Heilbronner Rats.
Während er wohl auch schon zu Lebzeiten des gleichnamigen Vaters für einige der namentlich signierten Glocken in Frage kommt, können ihm die ab 1518 datierten und signierten Lachaman-Glocken zweifelsfrei zugewiesen werden. Insgesamt sind 16 noch vorhandene sowie acht abgegangene Glocken aus seiner Produktion bekannt. Eine nicht mit Vornamen signierte Glocke in Baumerlenbach von 1523 kann bereits von seinem jüngeren Halbbruder Jerg († 1524) stammen, der seine Werkstatt fortgeführt hat, aber bereits im Jahr nach ihm starb. Die Gießhütte wurde von Jergs Witwe wohl noch kurzzeitig weitergeführt. Die letzte bekannte Glocke der Lachaman-Werkstatt ging 1526 nach Talheim.